# Journal of Machine Learning Research
Journal of Machine Learning Research (JMLR) — авторитетний науковий журнал, що фокусується на такому напрямку штучного інтелекту, як машинне навчання.
Друкована редакція JMLR публікувалася MIT Press до 2004, потім — Microtome Publishing. Коеіцієнт впливовості (дворічний) станом на 2023 рік становив 5.177.

## Історія
Journal of Machine Learning Research було засновано 2000 року як альтернативу журналу Machine Learning з відкритим доступом. В 2001, 40 редакторів Machine Learning подали у відставку з метою підтримки JMLR, говорячи, що в еру Інтернету, було би непропустимо продовжувати публікації до дорогих журналів з обмеженим платним доступом. Вони висловили підтримку JMLR, автори якого зберігають авторське право на свої публікації, які вільно доступні в Інтернеті.